# Phyllis George
Phyllis Ann George Brown (Denton, 25 giugno 1949 – Lexington, 14 maggio 2020) è stata una modella e conduttrice televisiva statunitense, eletta Miss Texas 1970 ed in seguito Miss America nel 1971.

## Biografia
Durante l'anno di "regno" da Miss America, Phyllis George fu ospite di numerose trasmissioni e talk show televisivi, consolidando la sua fama dopo tre partecipazioni al The Tonight Show Starring Johnny Carson.
In seguito intraprese la carriera televisiva lavorando come commentatrice sportiva per la CBS dal 1974 e conducendo nel 1975 The NFL Today. Ha poi lavorato come commentatrice per eventi legati alle corse dei cavalli. La George è stata una delle prime donne nella televisione statunitense a parlare di sport. Nel 1985 condusse il notiziario mattutino della CBS, avendo l'occasione di intervistare la first lady dell'epoca, Nancy Reagan.
Negli anni Phyllis George fondò due compagnie. La prima fu By George, con cui per due anni si lanciò sul mercato alimentare (nel 1988 fu poi venduta alla multinazionale Hormel).  Nel 2003 fondò l'azienda di cosmetici Phyllis George Beauty, i cui prodotti sono venduti attraverso il canale di shopping televisivo Home Shopping Network. Nel 1991 la George aveva ricevuto il premio "Celebrity Women Business Owner of the Year" dalla Associazione Nazionale delle Donne Imprenditrici.
Nel 2000 interpretò un ruolo minore nel film Ti presento i miei.

## Vita privata
Phyllis George sposò il produttore Robert Evans nel 1977 ma i due divorziarono dopo 7 mesi. Nel 1979 si risposò con l'ex governatore del Kentucky John Y. Brown Jr. da cui ha poi divorziato nel 1998. Da quest'unione nacquero due figli: LIncoln (1980) e Pamela (1983), quest'ultima giornalista televisiva.

## Morte
Phyllis George è morta nel 2020 per policitemia vera.

## Filmografia
- Ti presento i miei (Meet the Parents), regia di Jay Roach (2000)
- My Wife Is Retarded, regia di Etan Cohen - cortometraggio (2007)